# RCD Córdoba
Az RCD Córdoba, teljes nevén Real Club Deportivo Córdoba egy már megszűnt spanyol labdarúgócsapat. A klubot 1929-ben alapították, 1954-ben szűnt meg. Utódja a Córdoba CF.

## Statisztika
| Szezon  | Osztály    | Poz. | Copa del Rey |
| ------- | ---------- | ---- | ------------ |
| 1931/32 | 3ª         | 2nd  |              |
| 1932/33 | 3ª         | 2nd  |              |
| 1935/36 | Regionális | —    |              |
| 1939/40 | 2ª         | 4th  |              |
| 1940/41 | 2ª         | 11th |              |
| 1941/42 | Regionális | 6th  |              |
| 1942/43 | Regionális | 2nd  |              |
| 1943/44 | 3ª         | 5th  |              |
| 1944/45 | 3ª         | 5th  |              |

| Szezon  | Osztály | Poz. | Copa del Rey |
| ------- | ------- | ---- | ------------ |
| 1945/46 | 2ª      | 5th  |              |
| 1946/47 | 2ª      | 8th  |              |
| 1947/48 | 2ª      | 14th |              |
| 1948/49 | 3ª      | 2nd  |              |
| 1949/50 | 2ª      | 8th  |              |
| 1950/51 | 2ª      | 5th  |              |
| 1951/52 | 2ª      | 9th  |              |
| 1952/53 | 2ª      | 13th |              |
| 1953/54 | 3ª      | 13th |              |